# Chang Sung Kim
Chang Sung Kim [김창성] (Daejeon, Chungcheong del Sur; 3 de enero de 1960) es un actor y director de teatro de origen coreano que reside en Argentina desde los siete años. Es mayormente conocido por su papel en la telecomedia Graduados, en donde interpreta a Walter Mao. Antes de su famoso personaje en Graduados realizó breves participaciones en distintas series de televisión, tales como Los simuladores.

## Biografía
Chang Sung Kim  (en Coreano:김창성) llegó a Buenos Aires cuando tenía siete años en un barco carguero junto a su familia, viviendo en el barrio de Bajo Flores y es egresado del Colegio Secundario Comercial Nº 3 Hipólito Vieytes. Su padre es un exmilitar coreano. Comenzó a actuar a los 34 años. Anteriormente se había dedicado a ser modista y a diseñar zapatos y vestidos en un taller de costura y bordado. Vivió tres años en Brasil y estudió billar de tres bandas. Además es un especialista en artes marciales, siendo cinta negra.
Se formó en la escuela de teatro de Raúl Serrano, donde la actuación le dio un nuevo curso a su vida.
Tiene un hijo de un matrimonio anterior. Está casado con Clarisa Waldman, con la que tiene dos hijas.

## Televisión
| Televisión | Televisión                 | Televisión                             | Televisión | Televisión       |
| Año        | Título                     | Personaje                              | Canal      | Ref.             |
| ---------- | -------------------------- | -------------------------------------- | ---------- | ---------------- |
| 1994       | Gerente de familia         | Almacenero                             | El trece   |                  |
| 2002-2004  | Los simuladores            | Tamasaki                               | Telefe     | [cita requerida] |
| 2003       | Rincón de luz              | Mafioso                                | Canal 9    | [cita requerida] |
| 2005       | Criminal                   | Huan                                   | Canal 9    | [cita requerida] |
| 2005       | Floricienta                | Empresario                             | El Trece   | [cita requerida] |
| 2005       | Hombres de honor           | Dueño de supermercado                  | El Trece   | [cita requerida] |
| 2008       | Socias                     | Roberto Anuri (Ep: La vida según Erre) | El Trece   |                  |
| 2011       | Supertorpe                 | Chun                                   | Telefe     |                  |
| 2012       | Según Roxi                 | Rolo                                   | TV Pública | [ 7 ]            |
| 2012       | Graduados                  | Walter Mao                             | Telefe     | [cita requerida] |
| 2012       | Pura Química               | Conductor invitado                     | ESPN+      | [cita requerida] |
| 2013-2014  | Los vecinos en guerra      | Roque Dudú                             | Telefe     | [cita requerida] |
| 2016       | Educando a Nina            | Chen                                   | Telefe     |                  |
| 2016       | La peluquería de Don Mateo | Chino Chang                            | Telefe     |                  |
| 2016       | El marginal                | Chino Soja                             | TV Pública |                  |
| 2018       | Sandro de América          | Doctor de Sandro                       | Telefe     |                  |
| 2018       | Millennials                | Alberto                                | Net TV     |                  |
| 2023-2025  | División Palermo           | Kim Wong                               | Netflix    |                  |

## Cine
| Cine | Cine                               | Cine               | Cine                               |
| Año  | Título                             | Rol                | Dirección                          |
| ---- | ---------------------------------- | ------------------ | ---------------------------------- |
| 2003 | El fondo del mar                   | Traumatólogo       | Damián Szifron                     |
| 2004 | Los esclavos felices, la secta     | Joven secretario 2 | Gabriel Arbós                      |
| 2005 | Visiones, no todo es lo que parece | Liu                | Diego F. Antico                    |
| 2008 | S.O.S. Ex                          | El Chino           | Andrés Tambornino                  |
| 2010 | Pompeya                            | Ming               | Tamae Garateguy                    |
| 2011 | Viudas                             | Chang              | Marcos Carnevale                   |
| 2011 | Mi primera boda                    | Tiang Bei          | Ariel Winograd                     |
| 2014 | La Salada                          | Sr Kim             | Juan Martin Hsu                    |
| 2016 | Permitidos                         | Jefe               | Ariel Winograd                     |
| 2016 | En busca del muñeco perdido        | Supermercadista    | Facundo Baigorri y Hernán Biasotti |
| 2018 | ¿Qué puede pasar?                  | Carlos             | Andrés Tambornino y Alejandro Gruz |
| 2020 | Giro de ases                       | El Oriental        | Sebastián Tabany                   |
| 2024 | Miranda de viernes a lunes         | Akio               | María Victoria Menis               |

## Teatro
- Locatario........ 2009
- La niña y su perro.....2012
- Menos Diez......... 2012

## Premios y nominaciones
| Año  | Premio                | Categoría  | Por       | Resultado |
| ---- | --------------------- | ---------- | --------- | --------- |
| 2012 | Premios Tato          | Revelación | Graduados | Ganador   |
| 2013 | Premios Martín Fierro | Revelación | Graduados | Nominado  |